# Faris McReynolds
Pour les articles homonymes, voir McReynolds.
 (août 2013).
Faris McReynolds (12 novembre 1977 à Dallas, Texas) est un artiste et un musicien américain basé à Los Angeles.

## Biographie
McReynolds a grandi à Richardson, Texas, aux alentours de Dallas, fils d'une mère indienne et d'un père américain. Il a passé son enfance entre le Texas et Bombay, et est même apparu dans un film de Bollywood intitulé Shahadat à l'âge de huit ans (il est le neveu des acteurs de Bollywood, Aditya Pancholi et Zarina Wahab). Il a reçu son BFA de l'Otis College of Art and Design (Los Angeles) en 2000, mais il a commencé à montrer au public ses peintures à l'âge de vingt et un ans. 
En termes de style, l’œuvre actuelle de McReynolds apparaît fortement influencée par l'impressionnisme français et par le postimpressionnisme, par le travail de Richard Prince et Sherrie Levine des années 1980 et par la série Catastrophes d'Andy Warhol, et Francis Bacon.
Il peint à la fois depuis et directement sur des médias numériques qu'il crée ou s'approprie. 
Son style pictural va de l'empâtement expressionniste au couteau jusqu'à de délicates aquarelles. La plupart de ses tableaux sont peints en une seule séance afin de capturer l'action immédiate, et il préfère se concentrer sur la comédie et la tragédie inhérente d'images mises en scène plutôt que sur le commentaire de faits réels.
Ses peintures ont été montrées à Tokyo, Los Angeles, New York, Berlin, Padoue et Anvers, y compris dans de nombreuses expositions solos. 
Son travail a été couvert par Details, Art Papers, Flash Art Magazine, Tema Celeste, et Artweek.